# Northwest League Italiana
Northwest League Italiana o NWL è una lega dilettantistica italiana di baseball, che organizza un campionato con lo stesso nome.
È indicato sia per le squadre amatoriali che per quelle società che, oltre ai normali campionati federali, vogliono far giocare una seconda squadra senza dover spendere molto e senza troppe limitazioni.
Il torneo è gestito da un apposito comitato organizzatore, che lavora in sinergia e sintonia con i Comitati Regionali FIBS di Piemonte, Lombardia e Liguria.
Il format del torneo prevede la suddivisione delle squadre in tre Division Regionali che giocano una regular season di una decina di partite nel periodo aprile – giugno. Nel mese di luglio, per l'assegnazione del titolo di squadra campione, viene organizzata una post season con semifinali e le Northwest Series, una serie finale al meglio delle 3 partite. Nel corso della stagione una domenica è dedicata all'All Star Game tra i migliori giocatori della NWL divisi geograficamente in Team East e Team West mentre a settembre viene giocato il NWL Champions Classic, torneo triangolare tra le tre squadre vincitrici della Division Regionale, che assegna la Supercoppa della NWL (sospeso nelle due ultime edizioni).
Non ci sono limitazioni di numero e/o di ruolo per i giocatori stranieri residenti in Italia con regolare permesso di soggiorno, l'unico obbligo è quello del tesseramento amatoriale FIBS. Al campionato possono partecipare tutte le squadre regolarmente affiliate alla Federazione Italiana Baseball e Softball, comprese quelle affiliate come Enti Aderenti/Attività Amatoriale, e tutti i giocatori devono essere tesserati FIBS, anche attraverso il tesseramento amatoriale. I giocatori in possesso di un tesseramento federale possono, come previsto dalla normativa FIBS in materia di attività amatoriale, svolgere regolarmente sia l'attività della NWL che quelle federale (IBL 1&2, Serie A, B, C, Under21 e Cadetti) nelle rispettive società di appartenenza.

## Albo d'Oro
NWL Championship
| Anno | Squadra                    | Division         | Città                 |
| ---- | -------------------------- | ---------------- | --------------------- |
| 2010 | Torino Killball            | unica (Piemonte) | Torino                |
| 2011 | Albisole Cubs              | Liguria          | Albissola             |
| 2012 | Milano Ares Farm           | Lombardia        | Milano                |
| 2013 | Savona Mariners            | Liguria          | Savona                |
| 2014 | Vercelli Angels            | Lombardia*       | Vercelli              |
| 2015 | Sant'Antonino New Panthers | unica (Piemonte) | Sant'Antonino di Susa |
| 2016 | Lucca Drinkers             | unica (Toscana)  | Lucca                 |
| 2017 | Torino Desperados          | unica (Piemonte) | Torino                |

Pennant Divisionali
(in grassetto la squadra vincitrice del NWL Championship, sottolineato quella vincitrice del NWL Classic, torneo triangolare tra le vincenti dei 3 Pennant, fino al 2014)
| Anno | Piemonte                   | Lombardia                  | Liguria                    |
| ---- | -------------------------- | -------------------------- | -------------------------- |
| 2010 | Torino Killball            | assente                    | Savona Mariners            |
| 2011 | Vercelli Angels            | Milano Ares Farm           | Albisole Cubs              |
| 2012 | Fossano Tiburones          | Milano Ares Farm           | Albisole Cubs              |
| 2013 | Torino Expendables         | Lodi Old Brutos            | Savona Mariners            |
| 2014 | Torino Desperados          | Vercelli Angels*           | Cairo Wild Ducks           |
|      | Division unica             |                            |                            |
| 2015 | Sant'Antonino New Panthers | Sant'Antonino New Panthers | Sant'Antonino New Panthers |
| 2016 | Torino Desperados          | Torino Desperados          | Torino Desperados          |
| 2017 | Finale Ligure Sharks       | Finale Ligure Sharks       | Finale Ligure Sharks       |

## Northwest League Italiana 2017
| Regione  | Squadra           | Città         |
| -------- | ----------------- | ------------- |
| Liguria  | Savona Mariners   | Albissola M.  |
| Liguria  | Finale Sharks     | Finale Ligure |
| Piemonte | Torino Desperados | Torino        |
| Toscana  | Lucca Drinkers    | Lucca         |

## Edizioni precedenti
| Anno | Teams | Piemonte                   | Lombardia         | Liguria           |
| ---- | ----- | -------------------------- | ----------------- | ----------------- |
| 2010 | 4     | Torino Killball            |                   | Genova Rookies    |
| 2010 | 4     | Castellamonte Old Kings    |                   | Savona Mariners   |
| 2011 | 12    | Torino Killball            | Cernusco Bulldogs | Albisole Cubs     |
| 2011 | 12    | Vercelli Angels            | Lodi Old Brutos   | Cairo Wild Ducks  |
| 2011 | 12    | Vercelli Eagles            | Milano Ares Farm  | Genova Rookies    |
| 2011 | 12    | .                          | Milano Hankook    | Savona Mariners   |
| 2011 | 12    | .                          | .                 | Sanremo Sharks    |
| 2012 | 9     | Torino Killball            | Cernusco Bulldogs | Albisole Cubs     |
| 2012 | 9     | Fossano Tiburones          | Bergamo Walls     | Cairo Wild Ducks  |
| 2012 | 9     | .                          | Milano Ares Farm  | Genova Rookies    |
| 2012 | 9     | .                          | .                 | Savona Mariners   |
| 2013 | 10    | Torino Expendables         | Lodi Old Brutos   | Cairo Wild Ducks  |
| 2013 | 10    | Osasio Tigres              | Bergamo Walls     | Genova Rookies    |
| 2013 | 10    | Carmagnola Bac             | Milano Ares Farm  | Savona Mariners   |
| 2013 | 10    | Milano Homeless            |                   |                   |
| 2014 | 12    | Torino Desperados          | Lodi Old Brutos   | Cairo Wild Ducks  |
| 2014 | 12    | Osasio Tigres              | Bergamo Walls     | Genova Rookies    |
| 2014 | 12    | Pinerolo Manhattan         | Milano Ares Farm  | Savona Mariners   |
| 2014 | 12    | Milano Homeless            |                   |                   |
| 2014 | 12    | Vercelli Angels*           |                   |                   |
| 2014 | 12    | Cernusco Bulldogs          |                   |                   |
|      |       | Piemonte                   | Toscana           | Liguria           |
| 2015 | 9     | Torino Desperados          | Lucca Drinkers    | Genova Rookies    |
| 2015 | 9     | Osasio Tigres              |                   | Savona Mariners   |
| 2015 | 9     | Sant'Antonino New Panthers |                   | Chiavari Dolphins |
| 2015 | 9     | Alessandria Blue Brothers  |                   |                   |
| 2015 | 9     | Pinerolo Manhattan         |                   |                   |
| 2016 | 6     | Torino Desperados          | Lucca Drinkers    | Savona Mariners   |
| 2016 | 6     | Pinerolo Manhattan         |                   | Chiavari Dolphins |
| 2016 | 6     | Finale Sharks              |                   |                   |

*i Vercelli Angels, pur essendo geograficamente parte del Piemonte, nel 2014 parteciparono alla Lombardia Division per equilibrare il numero delle partecipanti

## Squadre partecipanti
| Ed. | Squadra                    | Regione   |
| --- | -------------------------- | --------- |
| 8   | Savona Mariners            | Liguria   |
| 6   | Genova Rookies             | Liguria   |
| 4   | Cairo Wild Ducks           | Liguria   |
| 4   | Milano Ares Farm           | Lombardia |
| 4   | Torino Desperados          | Piemonte  |
| 3   | Torino Killball            | Piemonte  |
| 3   | Osasio Tigres              | Piemonte  |
| 3   | Pinerolo Manhattan         | Piemonte  |
| 3   | Bergamo Walls              | Lombardia |
| 3   | Cernusco Bulldogs          | Lombardia |
| 3   | Lodi Old Brutos            | Lombardia |
| 3   | Lucca Drinkers             | Toscana   |
| 2   | Vercelli Angels            | Piemonte  |
| 2   | Albisole Cubs              | Liguria   |
| 2   | Chiavari Dolphins          | Liguria   |
| 2   | Finale Ligure Sharks       | Liguria   |
| 2   | Milano Homeless            | Lombardia |
| 1   | Castellamonte Old Kings    | Piemonte  |
| 1   | Vercelli Eagles            | Piemonte  |
| 1   | Fossano Tiburones          | Piemonte  |
| 1   | Carmagnola Bac             | Piemonte  |
| 1   | Torino Expendables         | Piemonte  |
| 1   | Sanremo Sharks             | Liguria   |
| 1   | Alessandria Blue Brothers  | Piemonte  |
| 1   | Sant'Antonino New Panthers | Piemonte  |
| 1   | Milano Hankook             | Lombardia |

## Presenze e titoli per regione
|           | squadre | partecipazioni | titoli |
| --------- | ------- | -------------- | ------ |
| Liguria   | 7       | 25             | 2      |
| Piemonte  | 12      | 22             | 2      |
| Lombardia | 6       | 16             | 2      |
| Toscana   | 1       | 3              | 1      |